# Luci Corneli Lèntul (legat 168 aC)
Luci Corneli Lèntul (en llatí: Lucius Cornelius Lentulus) va ser un oficial romà del segle ii aC. Formava part de la família dels Lèntuls, d'origen patrici.
Corneli va ser un dels enviats romans que va portar al Regne de Macedònia les ordres i instruccions del senat romà pel cònsol Luci Emili Paulus Macedònic després de la derrota del rei Perseu de Macedònia l'any 168 aC. Es desconeix si es tracta del mateix personatge que consta com a pretor el 140 aC i amb el cònsol el 130 aC, però les edats de les magistratures encaixen raonablement.